# Sophie Lalive de Bellegarde

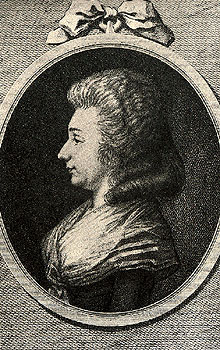
Sophie Lalive de Bellegarde.

Élisabeth Françoise Sophie Lalive de Bellegarde, grevinna d'Houdetot, född den 18 december 1730, död den 28 januari 1813, var en fransk författare. Hon var dotter till Louis Denis Lalive de Bellegarde, gifte sig 1748 med greve Claude Constant César d'Houdetot och blev mor till César Louis d'Houdetot.
Hon tillhör 1700-talets mera bekanta kvinnor både genom sin förbindelse med skalden Saint-Lambert och genom den starka passion, som hon ingav Rousseau (skildrad i nionde boken av hans Confessions). Hon fick sin levnadsteckning av Buffenoir, La comtesse d'Houdetot, une amie de J. J. Rousseau (1901). Mathilda Mallings Eremitageidyllen (1896) är en skildring av Rousseau och grevinnan d'Houdetot.